# Sony Xperia M4 Aqua

El Sony Xperia M4 Aqua es un teléfono inteligente de gama media a prueba de agua y al polvo desarrollado y fabricado por Sony. El teléfono fue presentado junto con el Xperia Tablet Z4 en la conferencia de prensa ofrecida por Sony durante Mobile World Congress de 2015 en Barcelona, España, el 26 de noviembre.
La característica principal del teléfono es que es resistente al agua y al polvo,  tiene una certificación IP de IP65 y IP68. Es el primer teléfono inteligente de Sony en ofrecer un procesador de ocho núcleos y también es el primer teléfono inteligente de gama media de Sony resistente al agua en ofrecer un puerto micro USB expuesto (carga micro USB sin tapa).
Su sucesor es el Sony Xperia M5 Aqua.

## Especificaciones

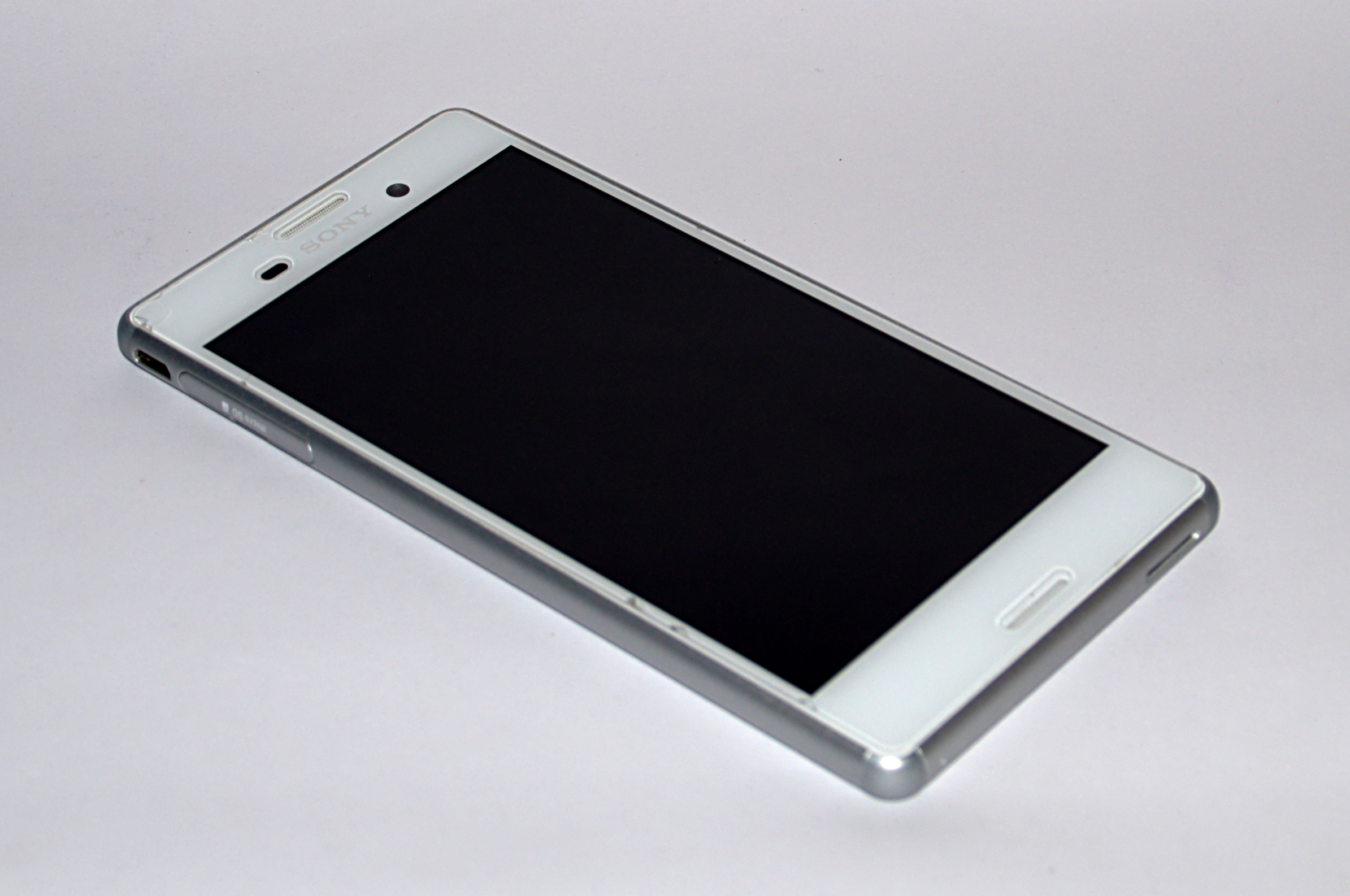
Sony Xperia M4 Aqua

### Hardware
Similar al Xperia Z3, el diseño consiste en un marco de plástico en lugar de metal con un respaldo de plástico. El dispositivo lleva una clasificación IP de IP65 y IP68. Además, el puerto micro-USB del dispositivo está descubierto a diferencia de los otros dispositivos Xperia. El dispositivo cuenta con una pantalla de 5,0 pulgadas con 720p y una densidad de 294 ppi. El dispositivo cuenta con un procesador Qualcomm Snapdragon 615 de ocho núcleos a 1,5 GHz junto con 2 GB de RAM. Cuenta con una cámara trasera de 13 megapíxeles con un sensor de imagen Exmor RS Sony y una cámara frontal de 5 megapíxeles.

### Software
El Xperia M4 Aqua es el primer dispositivo de Sony que viene preinstalado con Android 5.0 Lollipop. El 19 de julio de 2016, el dispositivo se actualizó a Android 6.0 Marshmallow.

## Recepción
Tom's Hardware clasificó al Xperia M4 Aqua como el teléfono con la mejor relación calidad-precio en la lista del Mobile World Congress de 2015. CNET revisó el teléfono y le dio una puntuación de 3 sobre 5, elogiando la calidad de la fabricación del dispositivo, pero criticando la calidad de la cámara Phonearena dio al teléfono una puntuación de 7 sobre 10, elogiando el diseño y el precio, pero criticando la cámara y la baja capacidad de almacenamiento.